# Jane Wells Loudon
Jane Wells Webb de Loudon ( 1807 - 1858 ) fue una botánica inglesa y prolífica escritora sobre temas de la ciencia botánica, horticultura e historia natural, y editora de revista en el siglo XIX. Nació cerca de Birmingham, el 19 de agosto de 1807, hija del hombre de negocios, Thomas Webb. La madre de Jane murió cuando ella tenía 12 años, y su padre cinco años más tarde. Como resultado de sus limitaciones financieras que enfrentó, Jane empezó a escribir para ganarse la vida. Su primera obra fue Prose and Verse, en 1824, y su segunda fue una novela de ciencia ficción: The Mummy! A Tale of the Twenty-Second Century (¡La Momia! Una historia del siglo XXII), publicado de forma anónima en 1827. Cuando el autor y paisajista John C. Loudon (1783-1843) leyó y revisó The Mummy! al año siguiente, intrigado, en particular por su referencia a la utilización de arados de vapor, y quiso conocer a su autor anónimo; se sorprendió al descubrir que el autor era una mujer, y finalmente conoció a Jane en 1830. En esa etapa Jane había escrito Historias de una novia (1829) y luego Conversaciones sobre Cronología (1830). La pareja se casó siete meses después de su primera reunión, y Jane trabajó en estrecha colaboración con su marido por el resto de su vida. Vivieron en Porchester Terrace 3, Bayswater, Londres, donde cultivaban un jardín botánico, diseñado por el propio Loudon, con una colección impresionante de plantas.
Jane estudió botánica después de su matrimonio; asistiendo a las conferencias del famoso botánico John Lindley (1799-1865), y con frecuencia redactó sus notas como artículos. Viajó mucho con su marido, en calidad de su secretaria en viajes a lo largo de las islas británicas, ayudándole a recopilar, grabar y editar sus libros y publicaciones periódicas, trabajando como su asistente literaria, en las primeras horas de la mañana.
Como se endeudaron durante su matrimonio, hizo que Jane volviera a escribir. En 1838, escribió Young Lady's Book of Botany (Libro para jovencitas de Botánica) (1838) y en 1839: Agnes, or the Little Girl who Kept a Promise (Agnes, o la niña que mantuvo una promesa). En 1840 escribió el gran éxito:  Instructions in Gardening for Ladies (Instrucciones de jardinería para señoras), así como Ladies' Flower-Garden of Ornamental Annuals (Flores de Jardín de damas, de Plantas Anuales Ornamentales) (cuatro volúmenes, de 1840 a 1848), y The Young Naturalist's Journey: or the Travels of Agnes Merton and Her Mama (Los Viajes del joven naturalista: o Los viajes de Agnes Merton y su mamá) (1840). Esasúltimas obras fueron muy accesibles, prácticos y, en consecuencia, populares entre los lectores, en especial con las mujeres jardineros aficionados. Pasaron por varias ediciones y fueron seguidos rápidamente por muchas otras obras incluyendo: The Ladies' Flower-Garden of Ornamental Bulbous Plants (1841), The First Book of Botany … for Schools and Young Persons (1841), Lady's Companion to the Flower Garden. Being an Alphabetical Arrangement of all the Ornamental Plants Usually Grown in Gardens and Shrubberies (1841); Botany for Ladies, or, a Popular Introduction to the Natural System of Plants (1842).
En 1842, fundó y editó la revista " Lady's Magazine of Gardening (Revista de jardinería de Damas). Un año después, quedó viuda, pues en diciembre de 1843, fallece John C. Loudon. Con su muerte, Jane se enfrentó a dificultades financieras aún mayores, Y siguió escribiendo libros de jardinería, a menudo con la ayuda de su hija, Agnes (nacida en 1832), y editando y publicando ediciones anteriores de ella y de las obras de su marido.
Sus publicaciones en su etapa final fueron:  British Wild Flowers (1845), Amateur Gardener's Calender (1847), The Lady's Country Companion at Home and Abroad (que editó de 1849 a 1851), The Ladies' Flower-Garden of Ornamental Greenhouse Plants (1848), Tales About Plants (1853), My Own Garden, Or, The Young Gardener's Year Book (1855).
Murió en su casa de Londres el 15 de julio de 1858, con 50 años. Fue sobrevivido por su hija Agnes, y enterrada en el cementerio de Kensal Green.

## Honores
En 1844, recibió un premio del Real Fondo Literario. Y una pensión civil de 100 libras, en 1846.
- La abreviatura «J.W.Loudon» se emplea para indicar a Jane Wells Loudon como autoridad en la descripción y clasificación científica de los vegetales.[2]